# SuperIvan
SuperIvan (1979) è il terzo album di Ivan Cattaneo.

## Il disco
L'album vanta la collaborazione della Premiata Forneria Marconi, la quale parteciperà alla registrazione strumentale dell'intero album.
Il disco presenta la svolta per l'artista bergamasco: i testi e la struttura dei brani si impronta in una chiave più pop e il sound dell'album incontra la disco music estera, mantenendo comunque le stilistiche del Glam rock inglese.
L'opera prosegue l'evoluzione elettronica dell'artista, tanto che già s'intravedono le prime tracce delle corrente che sarà fortemente in voga negli anni '80: la new wave.
Dall'album escono vere e proprie hit: Boys & boys, Bimbo assassino, Male bello e Formica d'estate. 

## Cover
Nello stesso anno, Patty Pravo, interpreta una cover del brano Male bello contenuta nel suo Munich Album.

## Tracce

### Lato A
1. Boys & boys - 3:50
2. Bimbo assassino - 4:05
3. Bambo bambù - 3:27
4. Su - 3:48
5. Señorita torero - 3:57

### Lato B
1. Superuomo - 3:23
2. Male bello - 4:04
3. Formica d'estate - 4:03
4. Sexo! - 3:23
5. Ninna nanna - 3:33

## Formazione
- Ivan Cattaneo – voce
- Franz Di Cioccio – batteria, percussioni
- Tony Soranno – chitarra
- Flavio Premoli – pianoforte, sintetizzatore
- Patrick Djivas – basso
- Roberto Colombo – tastiera, sintetizzatore
- Franco Mussida – chitarra
- Egidio Roveda – violoncello
- Paolo Salvi – violoncello
- Fermo Lini – tromba
- Giuliano Bernicchi – tromba
- Gustavo Bregoli – tromba
- Gianni Caranti – trombone
- Marco Pellacani – trombone
- Gianni Bedori – sax
- Giorgio Baiocco – sax
- Hugo Heredia – sax
- Marva Jan Marrow, Ornella Cherubini, Bernardo Lanzetti, Lalla Francia, Eloisa Francia – cori